# NGC 6437
NGC 6437 – chmura gwiazd Drogi Mlecznej, być może gromada otwarta, znajdująca się w gwiazdozbiorze Skorpiona. Odkrył ją John Herschel 7 czerwca 1837 roku. Znajduje się w odległości około 3,1 tys. lat świetlnych od Słońca oraz 24,7 tys. lat świetlnych od centrum Galaktyki.